# Operation Crossroads

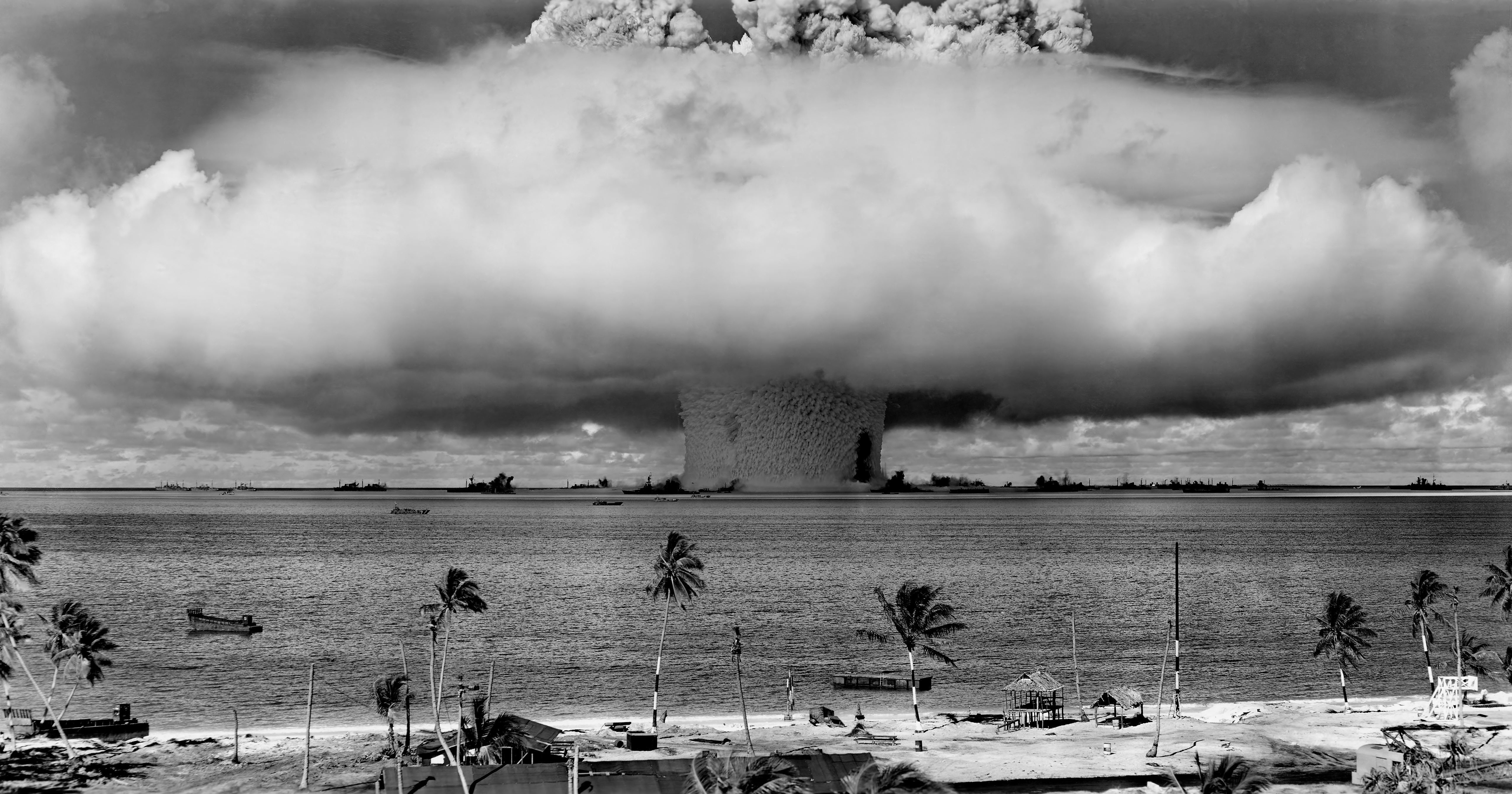
Ontploffing van de Baker-bom op 25 juli 1946.

Operation Crossroads was een serie kernproeven van de Verenigde Staten, uitgevoerd bij Bikini in juli 1946. Het doel van de operatie was de effecten van nucleaire wapens op marineschepen te onderzoeken. Tijdens deze operatie bracht de Verenigde Staten voor de vierde en vijfde keer in haar geschiedenis atoombommen tot ontploffing; de operatie volgde op Trinity en de atoomaanvallen op Hiroshima en Nagasaki.
De operatie bestond uit twee kernproeven, Able en Baker. Beide proeven hadden een explosieve kracht van 23 kiloton. Able werd op 1 juli 1946 tot ontploffing gebracht op een hoogte van 158 meter. Baker werd op 25 juli 1946 tot ontploffing gebracht, terwijl de bom 27 meter onder water lag. In principe stond er nog een derde proef genaamd Charlie gepland, maar deze werd afgelast vanwege de moeilijkheden bij het ontsmetten van de doelschepen na de eerste twee proeven. Vooral de Baker-proef was hieraan debet. De Charlie-proef werd in 1955 alsnog uitgevoerd als Operation Wigwam.

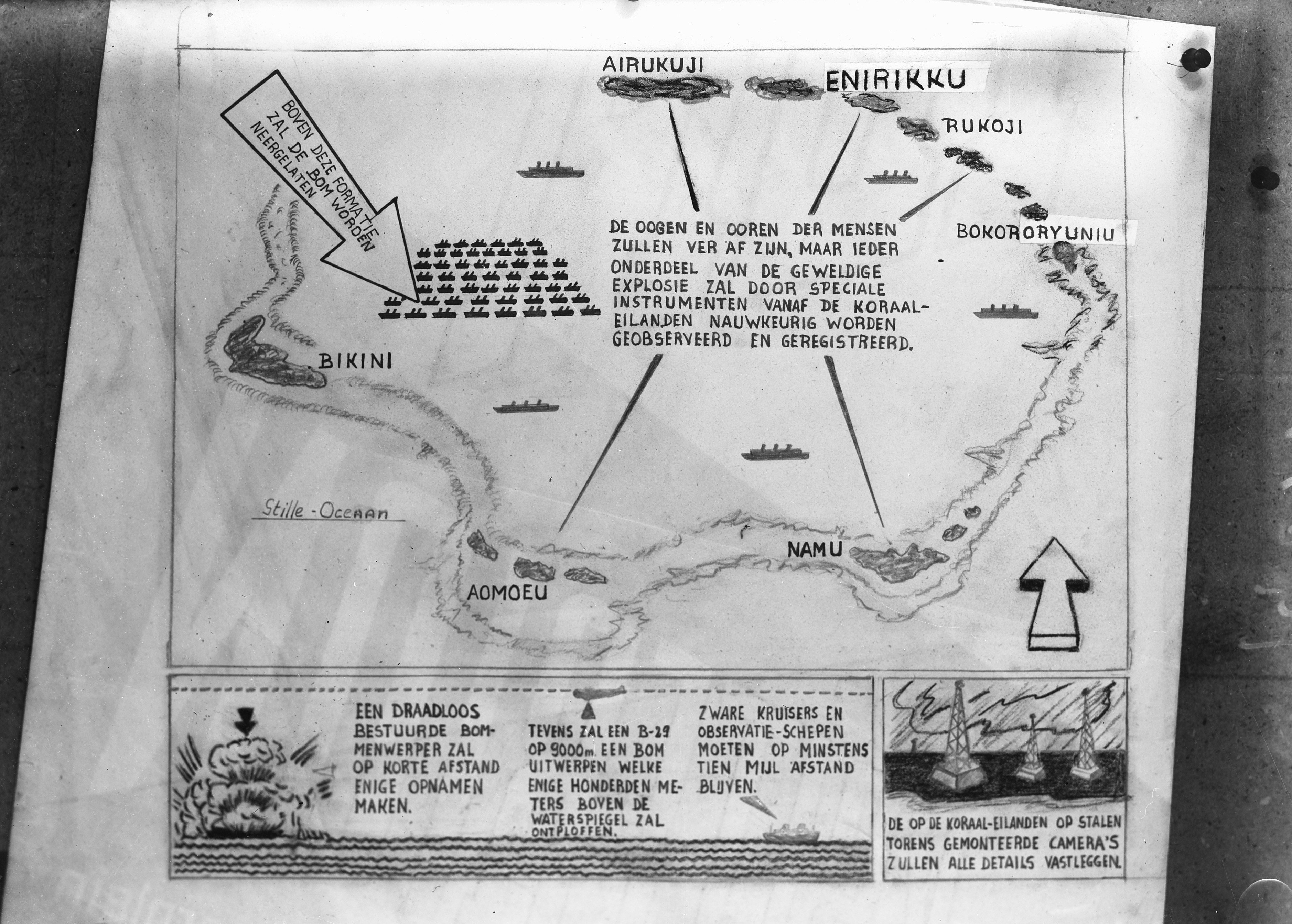
Schets van de voorgenomen ontploffing, begin 1946

Alle gebruikte schepen en het omliggende gebied werden tijdens de operatie getroffen door ioniserende straling. Voor het eerst in de geschiedenis veroorzaakte een nucleaire explosie geconcentreerde lokale radioactiviteit. De latere voorzitter van de United States Atomic Energy Commission Glenn Seaborg noemde de Baker-proef "de eerste nucleaire ramp ter wereld" Tweehonderd varkens die zich op de schepen bevonden stierven binnen een maand.
Tegen de proeven werd in Washington D.C. gedemonstreerd, en kernwetenschappers als Robert Oppenheimer en James Conant lieten hun afkeuring blijken.
De film Radio Bikini (1988) vertelt het verhaal van matrozen van de Amerikaanse marine die werden blootgesteld aan radioactieve fall-out. Eén geïnterviewde matroos leed aan een afschuwelijk gezwollen linkerarm en -hand.
70 jaar na Operation Crossroads werd het volledig beeldarchief vrijgegeven door de Amerikaanse marine.